# Athripsodes niveosquamosus
Athripsodes niveosquamosus är en nattsländeart som beskrevs av Douglas E. Kimmins 1963. Athripsodes niveosquamosus ingår i släktet Athripsodes och familjen långhornssländor. Inga underarter finns listade i Catalogue of Life.